# Setebos (måne)
Setebos er en af planeten Uranus' måner: Den blev opdaget den 18. juli 1999 af John J. Kavelaars med flere, og fik lige efter opdagelsen den midlertidige betegnelse S/1999 U 1. Senere har den Internationale Astronomiske Union vedtaget at opkalde den efter den gud som Caliban og Sycorax tilbeder i William Shakespeares skuespil The Tempest. Månen Setebos kendes desuden også under betegnelsen Uranus XIX (XIX er romertallet for 19).
Pr. 2005 ved man meget lidt om denne irregulære ("kartoffelformede") måne, ud over oplysninger om dens stejle, retrograd omløbsbane omkring Uranus.